# Noordoewer
Noordoewer est un village de la région de ǁKaras, au sud de la Namibie. Son nom signifie « Rive Nord » en afrikaans, en référence à la rive nord du fleuve Orange, sur laquelle il est situé. Le village se trouve en face de la ville sud-africaine de Vioolsdrif, à laquelle il est relié par le pont routier qui forme l'extrémité nord de la N7 sud-africaine et l'extrémité sud de la B1 namibienne. C'est un poste frontière important sur une voie de communication cruciale entre les deux pays.
Le village et les bords du fleuve Orange présentent quelques activités agricoles, grâce à l'irrigation dans une région aride. 

## References
1. ↑  « Noordoewer Travel Information », sur www.namibia-info.com (consulté le 30 mai 2025)
2. ↑  (en-US) Correspondent, « MP wants Orange River irrigation revived », 15 avril 2025 (consulté le 30 mai 2025)